# Bornel (ancienne commune)
Bornel est une ancienne commune française située dans le département de l'Oise en région Hauts-de-France. Le 1er janvier 2016, elle fusionne avec les communes voisines d'Anserville et Fosseuse au sein de la commune nouvelle de Bornel,.
Ses habitants sont appelés les Bornellois.

## Géographie
La commune est desservie par l’autoroute A16 et l'ex-route nationale 1 (route classée en voirie départementale et le tronçon concerné est nommé désormais D 1001), ainsi que par la gare de Bornel - Belle-Église.
Elle est constituée de quatre hameaux habités : Courcelles, Montagny-la-Poterie, le Ménillet et Hamecourt, ainsi que des communes déléguées de  Anserville et Fosseuse.
La commune est limitrophe de Belle-Église, d’Amblainville, Puiseux-le-Hauberger, Chambly et de Ronquerolles dans le Val-d'Oise.

## Toponymie
La première mention date de 751 avec le nom de « Bordonellum ».
Du germanique borda « planche , cabane » et double suffixe roman, diminutif -on et -ellum « petite cabane ».

## Histoire
Le 19 juin 1944 eut lieu la bataille de Ronquerolles, en limite des communes de Ronquerolles, de Bornel, de Belle-Église et d'Hédouville, entre un petit groupe de Résistants Français et les troupes d'occupation et de répression allemandes de la Sicherungs-Regiment 6, évaluées à 3 bataillons, soit de 800 à 1 000 hommes. Sur 17 résistants arrêtés par les Allemands, 11 sont fusillés à L'Isle-Adam et 2 sont déportés,,,,,.
En 2015, confrontées à la réduction programmée des dotations de l’État aux communes, Anserville, Bornel et Fosseuse décident de s'unir afin de maintenir pendant trois ans ces dotations et d’une bonification de 5 % de la dotation globale de fonctionnement.
Un arrêté préfectoral du 25 septembre 2015 décide la création de la commune nouvelle au 1er janvier 2016, par la fusion des anciennes communes d'Anserville, Bornel et Fosseuse, qui deviennent à cette date des communes déléguées,.

## Politique et administration

### Liste des maires
| Période                                  | Période       | Identité               | Étiquette | Qualité                                                                                        |
| ---------------------------------------- | ------------- | ---------------------- | --------- | ---------------------------------------------------------------------------------------------- |
| Les données manquantes sont à compléter. |               |                        |           |                                                                                                |
| 1979                                     | mars 2001     | Monique Pigeon         | SE        |                                                                                                |
| mars 2001                                | mars 2014     | Yvon Levasseur         | DVD       | Chef d'entreprise retraité Vice-président de la CC des Sablons ( ? → 2014)                     |
| mars 2014                                | décembre 2015 | M. Dominique Toscani . |           | Vice-président de la CC des Sablons (2014 → ) Maire de la commune nouvelle de Bornel (2016 → ) |

## Démographie

### Évolution démographique
L'évolution du nombre d'habitants est connue à travers les recensements de la population effectués dans la commune depuis 1793. À partir du 1er janvier 2009, les populations légales des communes sont publiées annuellement dans le cadre d'un recensement qui repose désormais sur une collecte d'information annuelle, concernant successivement tous les territoires communaux au cours d'une période de cinq ans. 
Pour les communes de moins de 10 000 habitants, une enquête de recensement portant sur toute la population est réalisée tous les cinq ans, les populations légales des années intermédiaires étant quant à elles estimées par interpolation ou extrapolation. Pour la commune, le premier recensement exhaustif entrant dans le cadre du nouveau dispositif a été réalisé en 2006,.
En 2013, la commune comptait 3 553 habitants, en évolution de −2,04 % par rapport à 2008 (Oise : +2,14 %, France hors Mayotte : +2,49 %).
| 1793 | 1800 | 1806 | 1821 | 1831 | 1836 | 1841 | 1846 | 1851 |
| ---- | ---- | ---- | ---- | ---- | ---- | ---- | ---- | ---- |
| 550  | 537  | 601  | 555  | 582  | 570  | 565  | 563  | 502  |

| 1856 | 1861 | 1866 | 1872 | 1876 | 1881 | 1886  | 1891 | 1896 |
| ---- | ---- | ---- | ---- | ---- | ---- | ----- | ---- | ---- |
| 664  | 789  | 875  | 979  | 944  | 855  | 1 042 | 836  | 994  |

| 1901  | 1906  | 1911  | 1921  | 1926  | 1931  | 1936  | 1946  | 1954  |
| ----- | ----- | ----- | ----- | ----- | ----- | ----- | ----- | ----- |
| 1 115 | 1 225 | 1 240 | 1 253 | 1 527 | 1 682 | 1 623 | 1 501 | 1 675 |

| 1962  | 1968  | 1975  | 1982  | 1990  | 1999  | 2006  | 2011  | 2013  |
| ----- | ----- | ----- | ----- | ----- | ----- | ----- | ----- | ----- |
| 1 910 | 2 122 | 2 150 | 2 625 | 2 988 | 3 300 | 3 608 | 3 568 | 3 553 |

### Pyramide des âges
La population de la commune est relativement jeune. Le taux de personnes d'un âge supérieur à 60 ans (12,8 %) est en effet inférieur au taux national (21,6 %) et au taux départemental (17,5 %).
À l'instar des répartitions nationale et départementale, la population féminine de la commune est supérieure à la population masculine. Le taux (50,3 %) est du même ordre de grandeur que le taux national (51,6 %).
La répartition de la population de la commune par tranches d'âge est, en 2007, la suivante :
- 49,7 % d’hommes (0 à 14 ans = 22,8 %, 15 à 29 ans = 20,6 %, 30 à 44 ans = 23,5 %, 45 à 59 ans = 21,7 %, plus de 60 ans = 11,4 %) ;
- 50,3 % de femmes (0 à 14 ans = 20,6 %, 15 à 29 ans = 19,1 %, 30 à 44 ans = 24 %, 45 à 59 ans = 22,1 %, plus de 60 ans = 14,3 %).

| Hommes | Classe d’âge | Femmes |
| ------ | ------------ | ------ |
| 0,1    | 90 ans ou +  | 0,7    |
| 2,5    | 75 à 89 ans  | 4,6    |
| 8,8    | 60 à 74 ans  | 9,0    |
| 21,7   | 45 à 59 ans  | 22,1   |
| 23,5   | 30 à 44 ans  | 24,0   |
| 20,6   | 15 à 29 ans  | 19,1   |
| 22,8   | 0 à 14 ans   | 20,6   |

| Hommes | Classe d’âge | Femmes |
| ------ | ------------ | ------ |
| 0,2    | 90 ans ou +  | 0,8    |
| 4,5    | 75 à 89 ans  | 7,1    |
| 11,0   | 60 à 74 ans  | 11,5   |
| 21,1   | 45 à 59 ans  | 20,7   |
| 22,0   | 30 à 44 ans  | 21,6   |
| 20,0   | 15 à 29 ans  | 18,5   |
| 21,3   | 0 à 14 ans   | 19,9   |

## Culture locale et patrimoine

### Lieux et monuments

#### Monument historique
Bornel ne compte qu’un seul monument historique sur son territoire.
- Église Saint-Denis (inscrite monument historique par arrêté du 18 mars 1927[24]) : Sa fondation remonte à l'époque mérovingienne, et son vocable lui a probablement été donné par l'abbaye de Saint-Denis, qui est le seigneur du village. Le collateur de la cure est néanmoins le prieuré Sainte-Madeleine de Bornel, qui dépend de l'abbaye de Vézelay. La partie la plus ancienne de l'église actuelle est la partie arrière du chœur, qui est de style roman, et date de la fin des années 1140. Le plan en hémicycle de la chapelle latérale sud peut être ramené à une potentielle absidiole romane. Pendant le dernier quart du XIIe siècle, un collatéral gothique fut ajouté au nord du chœur. Les grandes arcades de la nef non voûtée sont construites au tout début du XIIIe siècle. Sous la guerre de Cent Ans, l'église subit apparemment des destructions importantes, car elle est en grande partie reconstruite à la fin du XVe siècle, dans un style flamboyant plutôt rustique. Enfin, les piles du clocher sont reprises au XVIIe ou XVIIIe siècle, et le collatéral sud est remanié. De la sorte, les parties orientales de l'édifice sont très hétérogènes, et quatre époques s'y côtoient. Une seule voûte est romane ; les sept autres sont flamboyantes. L'église Saint-Denis bénéficie d'une restauration intégrale à la fin du XXe et au début du XXe siècle, et se présente aujourd'hui dans un excellent état[25].

#### Autres éléments du patrimoine
- La grange aux dîmes au hameau de Hamecourt date est antérieure au XVIIe siècle (propriété privée)
- Le château du Ménillet et son parc[26] (site privé)[4].

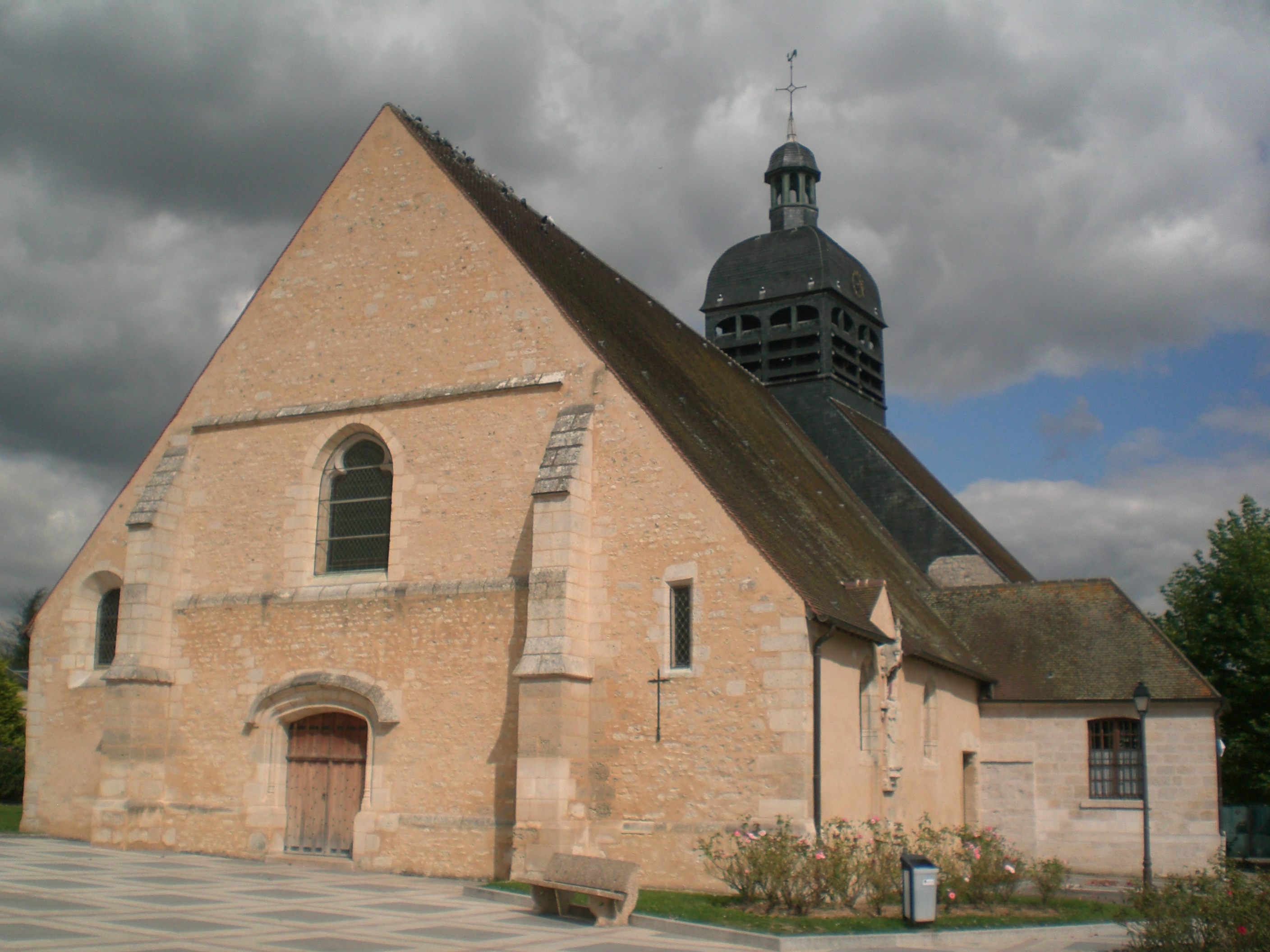
Église.
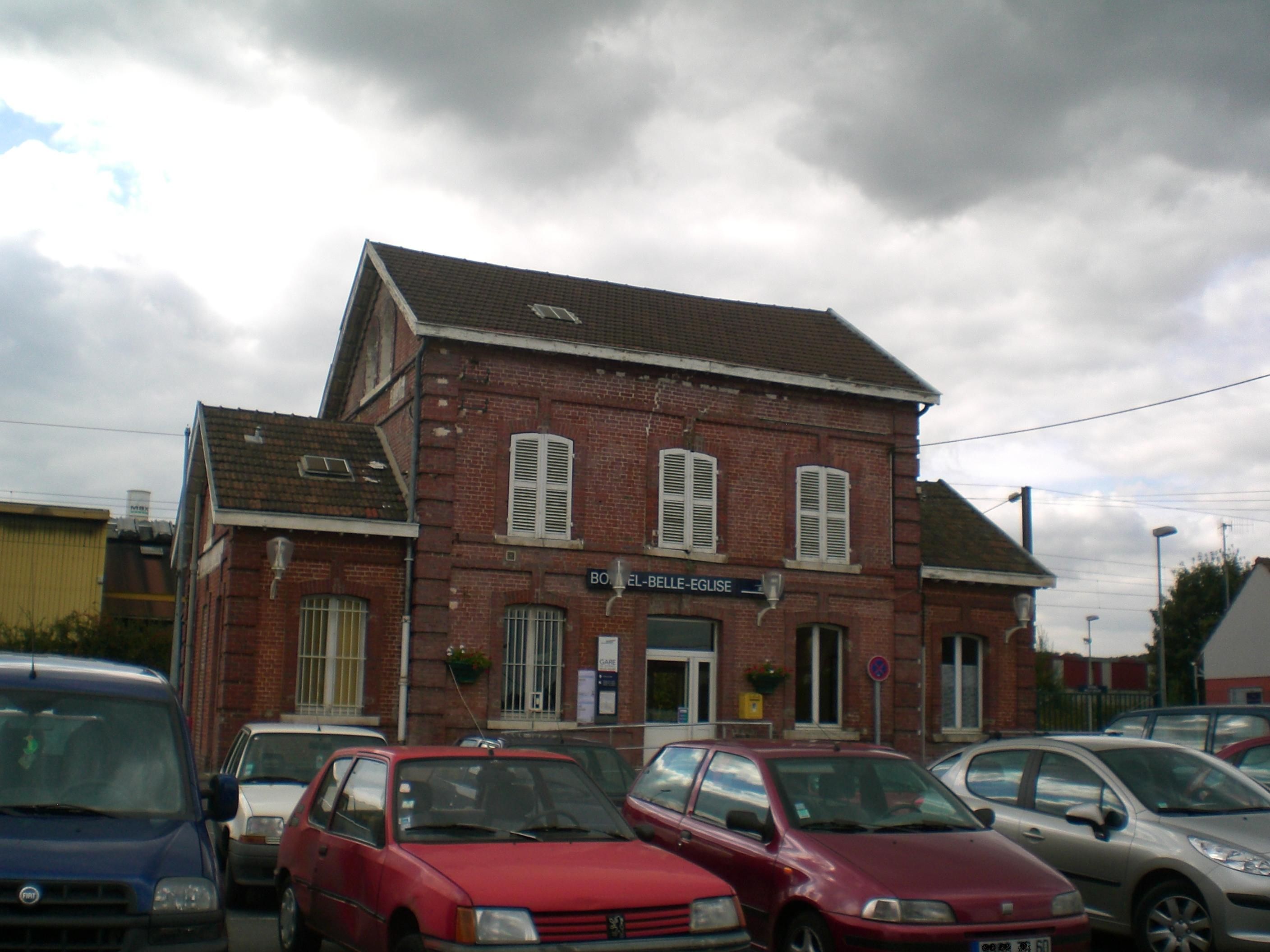
La Gare de Bornel - Belle-Église.
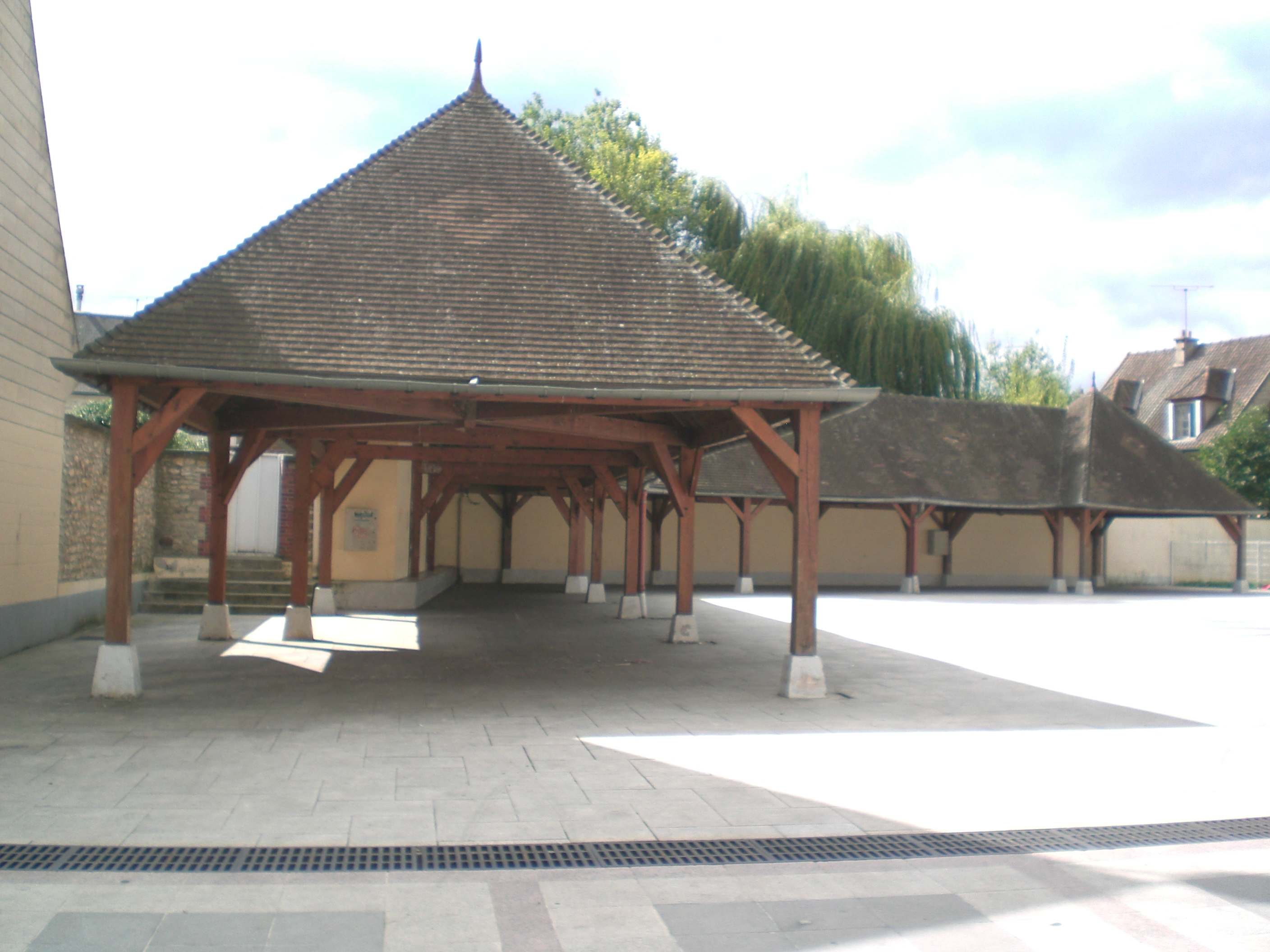
Halle.
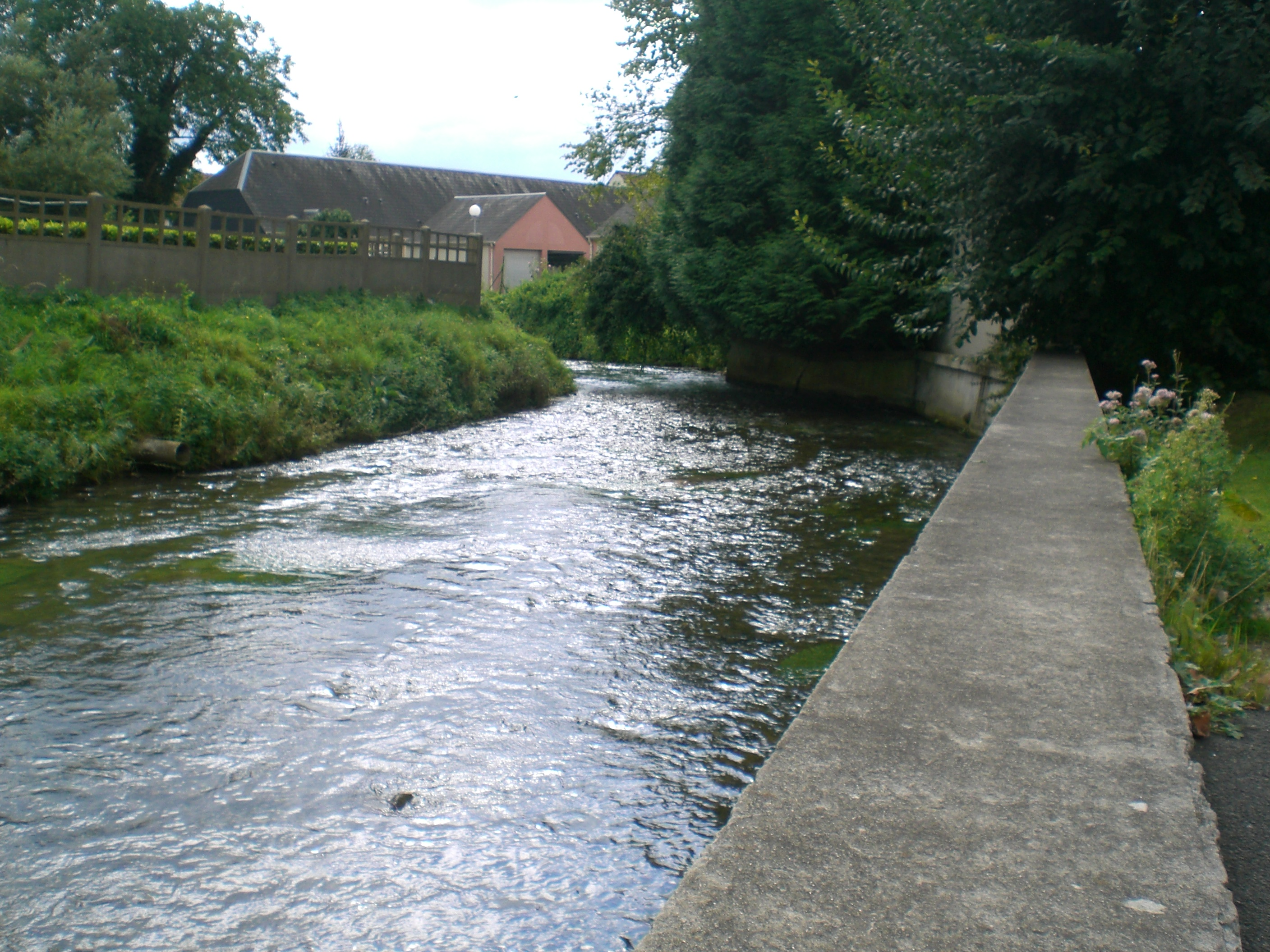
L'Esches.
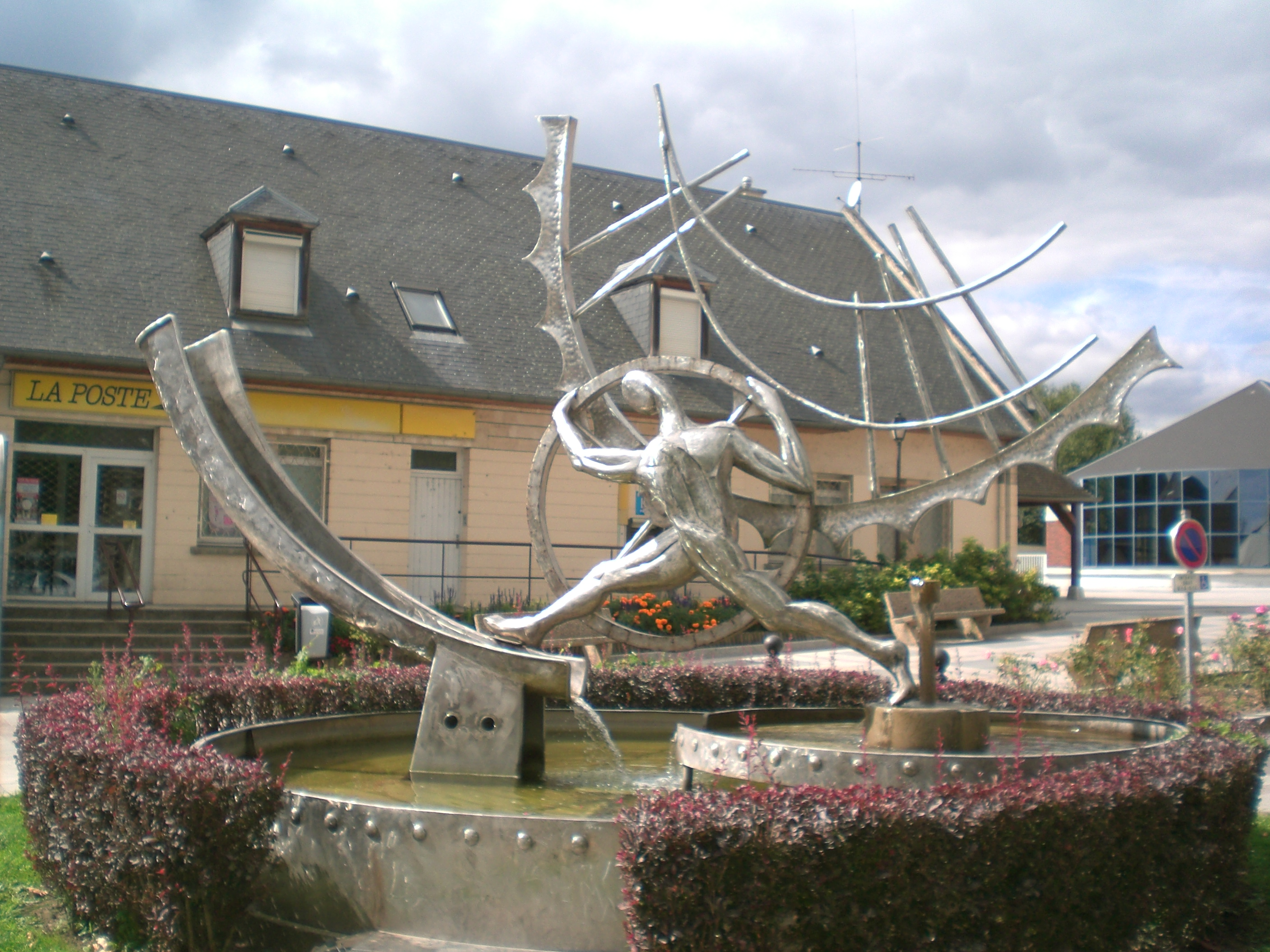
Fontaine.
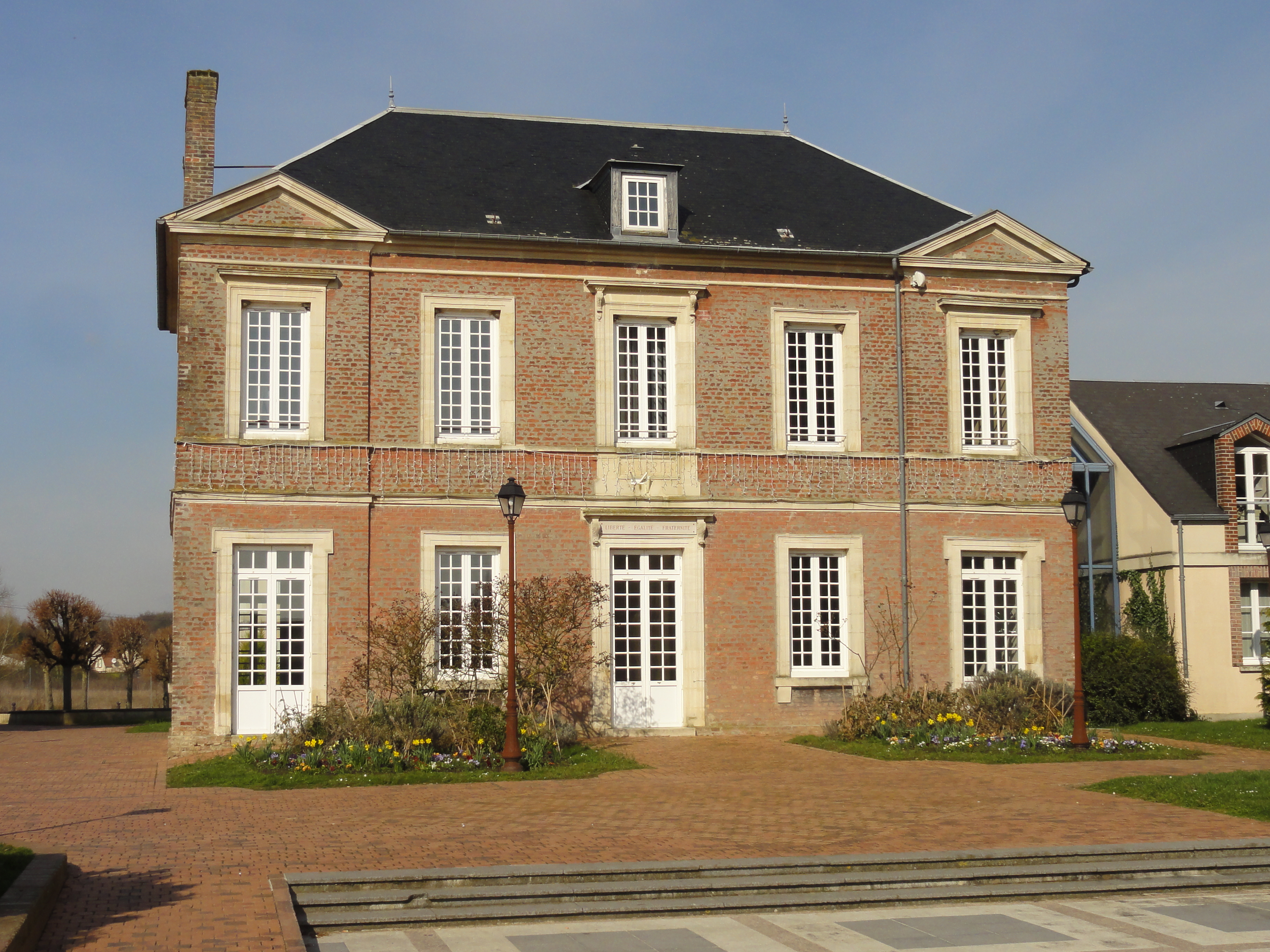
Mairie.

### Personnalités liées à la commune
Amélie Mauresmo y a tapé ses premières balles de tennis dans un club qui existe toujours, le  Tennis club de Bornel. Un gymnase communal ouvert en 2008 porte son nom.

### Héraldique
| Armes de Bornel | Les armes de Bornel se blasonnent ainsi : écartelé : au premier de sinople à la gerbe de blé d'or, au deuxième d'azur à la fleur de lys d'argent, au troisième d'azur au léopard d'argent, au quatrième de sinople à la roue dentée de six pièces d'or ; à la croix de gueules bordée d'argent brochant sur l'écartelé. |